# Saló Internacional del Còmic de Barcelona de 1986
El Saló Internacional del Còmic de Barcelona de 1986, degut a problemes de finançament, no es va poder celebrar. No obstant, el comitè organitzador va decidir entregar igualment els Premis del Saló per tal de donar continuïtat al certamen.
Les avançades negociacions amb la Generalitat de Catalunya i l'Ajuntament de Barcelona per tal d'assumir el finançament del Saló, feien preveure que la pròxima edició del certamen del novè art se celebraria l'any següent, el 1987. No obstant, finalment no va ser fins al 1988 que el Saló va poder emprendre la seva celebració anual.

## Premis
Els Premis Ciutat de Barcelona, instaurats el 1984 amb l'objectiu de reconèixer els còmic més destacats i els professionals del món del còmic més notables, es van continuar concedint en dues categories en la seva tercera edició d'entrega: la nacional i la internacional.
Els membres del jurat internacional, presidit pel nord-americà Maurice Horn, foren Rinaldo Traini, director del Saló de Lucca; Pierre Pascal, director del Saló d'Angulema; el guionista argentí Carlos Sampayo; el dibuixant també argentí Horacio Altuna; i els especialistes espanyols Salvador Vázquez de Parga i Xavier Coma.
El jurat espanyol, per altra banda, va estar format Josep Maria Beà, Enrique Sánchez Abulí, Manolo Vázquez, Fernando Fernández, Miguel Gallardo i Jorge Zentner.

### Categoria nacional
Els Premis Ciutat de Barcelona de la categoria nacional es van concedir en 10 modalitats.
| Modalitat                                       | Guanyador                                       |
| ----------------------------------------------- | ----------------------------------------------- |
| Reconeixement a tota una vida dedicada al còmic | Josep Escobar                                   |
| Millor historieta                               | Rambla arriba, rambla abajo... (Carlos Giménez) |
| Millor guionista                                | Juan Mediavilla                                 |
| Millor dibuixant                                | Rubén Pellejero                                 |
| Millor publicació periòdica                     | Comix Internacional                             |
| Millor edició                                   | Los derechos humanos (editorial Ikusager)       |
| Millor portada                                  | Cimoc Nº64 (il·lustrador: Antoni Garcés)        |
| Millor recerca del gènere                       | Acadèmia de Còmics Joso                         |
| Millor treball informatiu                       | Manuel Darias                                   |
| Millor treball tècnic                           | Eduard Bosch                                    |

### Categoria internacional
Els Premis Ciutat de Barcelona de la categoria internacional es van concedir en 5 modalitats.
| Modalitat                       | Guanyador                 |
| ------------------------------- | ------------------------- |
| Millor historieta               | Fuochi (Lorenzo Mattotti) |
| Millor guionista                | Carlos Trillo             |
| Millor dibuixant                | Howard Chaykin            |
| Millor publicació periòdica     | A suivre                  |
| Reconeixement a l'obra conjunta | Milton Caniff             |